# Duqm
Douqm (en arabe : ٱلدُّقْم, ʾal-Dduqm) est une ville côtière du Sultanat d'Oman, de la province d'Al Wusta. Elle a un développement extrêmement rapide depuis les années 2000.
Elle est dotée d'un aéroport, l'aéroport de Duqm.

## Base navale
Elle dispose d'un port stratégiquement situé qui sert de point d'appui aux forces armées américaines, britanniques et indiennes depuis la fin des années 2010.
En 2020, il est prévu qu'une base navale logistique britannique sera construite. Ce port sera plus particulièrement destiné à accueillir les porte-avions de la Royal Navy qui seront déployés en Océan Indien ou en Asie du Sud-Est.

## Port international de pêche
En 2020, le sultanat d'Oman lance un projet d'un port international industriel de pêche à Duqm s'étendant sur 250 hectares, le sultanat investit 200 millions d'euros pour les infrastructures lourdes, le port avec ses digues et quais, n’est pas encore équipé. En 2023, tout est à construire, halle à marée, machine à glace, criée, etc. Les navires de pêche peuvent juste y accoster, faire le plein et débarquer leur poisson. La société Ker’Oman détenue à 80 % par la Sem Keroman, le gestionnaire du port de pêche de Lorient est associé au projet. Le consortium franco-omanais Marsa al Duqm investments à l'issue d'une phase d'étude et ingénierie qui donnera lieu à des appels d'offres internationaux prévoit un investissement de 80 millions d’euros dans la construction de ces superstructures de pêche qui doivent permettre d’exporter 200 000 tonnes de produits de la mer d’ici cinq ans, 500 000 tonnes d’ici dix ans. Marsa al Duqm investments s'est vu octroyer une délégation de service public d'une durée de 28 ans pour gérer non seulement les installations portuaires, mais aussi pour aider à la gestion de la ressource ou à la modernisation de la flotte omanaise,,,,.